# Govindasamy Rajasekaran
Govindasamy Rajasekaran (1941 of 1942 - 6 augustus 2023) was een Maleisisch syndicalist.

## Levensloop
Rajasekaran werd in 1963 verkozen tot algemeen secretaris van de Malaysian Metal Industry Employees' Union (MIEU). In 1980 werd hij vervolgens aangesteld tot adjunct-algemeen secretaris van de Malaysian Trade Union Congress (MTUC) en in 1992 werd hij algemeen secretaris van deze vakbond.
In 2005 ten slotte werd hij verkozen tot voorzitter van de Asia Pacific Regional Organisation (APRO), de Aziatisch-Oceanische poot van het Internationaal Verbond van Vrije Vakverenigingen (IVVV), hij volgde in deze hoedanigheid Sharan Burrow op. Onder zijn bestuur fuseerde deze organisatie op 4 september 2007 met de Brotherhood of Asian Trade Unions (BATU) tot het IVV-AP. Zelf werd hij als voorzitter van deze organisatie opgevolgd in 2015 door Felix Anthony.